# Dogo de Burdeos
El dogo de Burdeos es una raza de perro de origen francés; forma parte de la gran familia de los dogos. Es un perro de gran fuerza y potencia, con un carácter firme y decidido que lo convierten en un gran perro guardián.
Es una de las razas francesas más antiguas, proveniente de los mastines orientales llegados a Europa con las hordas bárbaras. En épocas más recientes, otras razas han contribuido a la definición de esta: el bullmastiff, el bulldog y el gran danés. El resultado que se ha obtenido es un perro de enorme fuerza y potencia en menoscabo de la agilidad.
Antiguamente era también utilizado para la caza de grandes animales y para los combates en las arenas. Posteriormente, una vez que se terminaron las grandes cacerías y aquel tipo de espectáculos de circo, su popularidad disminuyó sensiblemente, limitándose su empleo a custodiar las propiedades.

## Características
Su aspecto general da idea de gran fuerza y potencia. La cabeza es voluminosa (braquicéfala), tiene una serie de pliegues bastantes marcados, y es corta y ancha; el hocico es corto y potente, y su dentadura muy fuerte (ligeramente prognata). Tiene un labio abundante con la mandíbula inferior adelantada. Los ojos están bastante distanciados entre sí, son ovalados y de color verde, miel u oscuros. Las orejas péndulas, de tamaño mediano con la inserción bastante alta. El cuello es corto, cilíndrico y con papada. El lomo es recto y ancho, recogido por un pecho fuerte y profundo, de vientre levantado. El tronco tiene un tórax amplio y bien redondeado; las extremidades son muy musculosas. La cola, fuerte en la base y afilada, es llevada péndula. El pelaje es corto, liso y fino, de color leonado o caoba. Es considerado importante que su andar sea elástico y ponga en evidencia su fuerza. Viven entre ocho y doce años.[cita requerida]

## Descripción de la raza

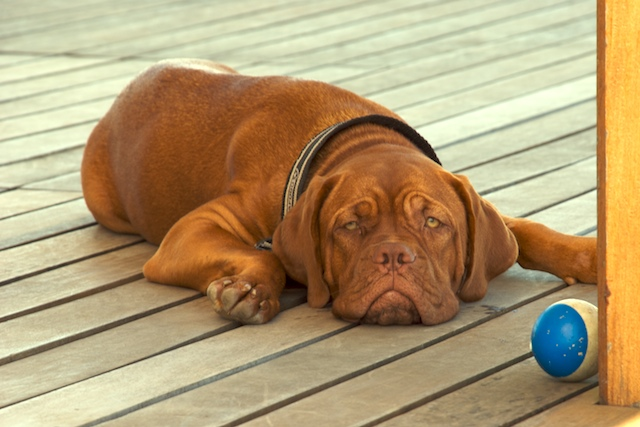
Un dogo de Burdeos descansando.

Es tranquilo y equilibrado, muy apegado a su amo y su familia. Es cariñoso, reservado con los extraños y neutro con ellos cuando está su amo, al que le muestra su cariño y fidelidad. Generalmente es manso y paciente con los niños, a los que quiere y protege. Detesta la soledad y la inacción.
En España, aunque la raza dogo de Burdeos no figura en la lista de perros "potencialmente peligrosos" del real decreto de 2002, algunas comunidades autónomas o incluso municipios sí lo incluyen en sus normas específicas.

## Origen
Su origen se remonta a la época de los celtas, que lo usaban para guardar tesoros y para la caza mayor. En la Edad Media se conocían dos clases de este perro: uno el "perro carnicero" y el otro el "perro turco", entrenados para la lucha con osos, toros y otros perros. Más tarde se le utilizó como guarda de la casa y castillos. En Burdeos, a finales del siglo XIX, se creía que la raza había desaparecido, volviéndose a desarrollar actualmente.